# Zaleptus simplex
Zaleptus simplex is een hooiwagen uit de familie Sclerosomatidae.